# Гротамаре
Гротама̀ре (на италиански: Grottammare, на местен диалект lë Grottë, лъ Гротъ) е морски курортен град и община в Централна Италия, провинция Асколи Пичено, регион Марке. Разположен е на брега на Адриатическо море. Населението на общината е 15 713 души (към 2011 г.).